# ایگینگن
ایگینگن (به آلمانی: Iggingen) یک شهر در آلمان است که در استالبکرایس واقع شده‌است. ایگینگن ۲٬۵۸۶ نفر جمعیت دارد.